# Nicoletta Fabio
Nicoletta Fabio (Siena, 13 marzo 1961) è una politica italiana, sindaca di Siena dal 19 giugno 2023.

## Biografia
Dopo aver passato l'infanzia a Siena, si trasferisce a Firenze a 17 anni e nel capoluogo toscano rimane per studio e lavoro fino al 1993. Dopo essersi diplomata presso il liceo classico Michelangiolo, Nicoletta Fabio frequenta la facoltà di lettere dell'Università degli Studi di Firenze, presso cui si laurea con lode il 26 aprile 1985. 
È stata caporedattrice della rivista Imago Moda, edita dalla casa editrice Edifir di Firenze dal 1986 al 1988, per la quale cura anche la pubblicazione di alcuni volumi in collaborazione con il Centro Moda. Dopo essersi iscritta all'albo nazionale dei giornalisti pubblicisti nel 1988, ha fatto parte della redazione della rivista Gift, giornale aziendale del Florence Gift Mart di Firenze, dal 1989 al 2003, continuando poi la sua attività giornalistica fino al 2015. 
Da 1987 al 1992 è insegnante di ruolo nella scuola secondaria di primo grado, per poi passare come docente di ruolo per materie letterarie e latino nei licei fino all'aspettativa presa per presentarsi alle elezioni amministrative di maggio 2023.
Dal 1998 è membro dell'Accademia internazionale medicea di Firenze. 
Contradaiola della Contrada Sovrana dell'Istrice, di cui è stata anche priore dal 2011 al 2019, ha ricoperto la carica di presidente del Consorzio per la tutela del Palio di Siena dal 2014 al 2015 e quella di Rettore del Magistrato delle contrade di Siena dal 2016 al 2017.

## Carriera politica

### Sindaca di Siena
Dopo un iniziale appoggio a Emanuele Montomoli come candidato unico del centrodestra, il 6 marzo 2023 i partiti che rappresentano la maggioranza in consiglio comunale, ovvero Lega, Forza Italia, Fratelli d'Italia e Udc, presentano ufficialmente Nicoletta Fabio come propria candidata in vista delle prossime elezioni amministrative. 
Alla prima tornata elettorale del 14 maggio 2023, ottiene il 30,5% dei voti, contro la candidata del Partito Democratico Anna Ferretti, che invece ottiene il 28,8%, con il quale va al ballottaggio. Appoggiata dai ministri Antonio Tajani, Matteo Salvini e Adolfo Urso, vince il secondo turno elettorale del 28-29 maggio riportando il 52,2% delle preferenze con 1.037 voti di scarto dalla sua sfidante, diventando la prima donna eletta alla carica di sindaco di Siena e il secondo sindaco della città toscana non appartenente al centro-sinistra del dopoguerra, dopo il suo immediato predecessore Luigi De Mossi.